# Representação feminina nos quadrinhos
Representação feminina nos quadrinhos, ou na banda desenhada, é a representação artística da mulher nas histórias em quadrinhos sob qualquer perspectiva possível, i.e., sob a perspectiva corporal/física, psicológica, religiosa, política, sexual, entre outras. Esta representação sofreu influência da história e modificou-se ao longo do tempo.

## História
‎

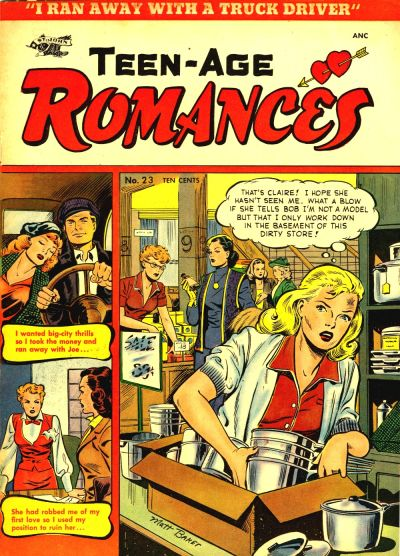
Exemplo de quadrinho romântico, Teen-Age Romances # 23.

Os quadrinhos, a partir de sua origem, foi criado pelos homens para um público masculino, mas desde cedo foi encontrado séries voltadas para mulheres e meninas. Neste gênero, podemos encontrar revistas como La Semaine de Suzette, Fillette, Lisette, Mireille, Âmes Vaillantes, Bernadette, Line, etc., assim como a série de romance publicados em periódicos, tais como 13, rua da esperança no France-Soir, romances desenhado na imprensa feminina ou os quadrinhos românticos dos Estados Unidos. Em ambos os casos, o pico do gênero reside na década de 1950.
Ao passo que os quadrinhos foram amplamente divulgados, na maioria das vezes em jornais, livros, material pornográfico em que as personagens femininas estão presentes, mas sempre sujeitas aos desejos dos homens. Este gênero é encontrado na Europa e nos Estados Unidos, onde as tijuana bibles, muitas vezes parodiam os heróis dos quadrinhos ou os atores de cinema.
A lei de 16 de julho de 1949, em publicações destinadas a juventude leva os editores a censurar-se, e uma das consequências desse ato é o desaparecimento das personagens femininas na França. Quando elas são mostrados é sob o aspecto de personagens extravagantes, tais como Bianca Castafiore em As Aventuras de Tintin.
As revistas de histórias em quadrinhos, na maioria das vezes, os personagens principais são homens. As mulheres quando estão presentes, tem apenas um papel secundário e são muitas vezes apresentados no aspecto de caricatura, como La Schtroumpfette. Duas funções são atribuídas a estas personagens. Elas são a fontes dos problemas, ou elas são sem personalidade. Isto é especialmente verdadeiro quando se trata da mãe do herói, como Boule e Bill ou Michel Vaillant. Na década de 1960, parece que a libertação da moral permite os autores representar de outra forma as mulheres, mas a misoginia está sempre presente, seja na Europa ou nos Estados Unidos e esta pseudo-libertação é, na verdade, uma inversão dos clichês sexistas prevalecentes na sociedade. Por exemplo, na França, os personagens femininos tornam-se mais sensuais, seguindo o exemplo de Barbarella de Jean-Claude Forest. No entanto, esta personagem, criado em 1962, é vítima de censura, tão cedo como em 1964. Até mesmo os autores de quadrinhos underground como Robert Crumb, demostram a mesma misoginia, a ponto de que eles são atacados pelas feministas. Os artistas underground são acusados de desenhar cenas pornográficas em que as mulheres são encaradas apenas como objetos sexuais apresentados para violência. Na França, uma tira de quadrinhos gerou protestos, que foi publicado na revista Hara-Kiri. Por causa de sua tendência sexista, a revista usou o pretexto de estar sendo bem-humorado e para opor-se a moralidade burguesa.
Isto vai trazer mulheres autoras para produzir suas próprias histórias em quadrinhos, para, finalmente, representar uma libertação da tradicional restrição existente nos quadrinhos. No entanto, a década de 1970 viu também a aparência das personagens femininas mais fortes como Adèle Blanc-Sec por Jacques Tardi , em 1976, ou o Isa, a heroína da série Os Passageiros do vento de Bourgeon, em 1979. Os anos 1980 foram um tempo de desenvolvimento de personagens femininos que são o motor da aventura, como Pelisse, a heroína de La Quête de l'oiseau du temps por Serge Le Tendre, o primeiro volume data de 1982. O final do século XX, viu o retorno de uma história em quadrinhos destinadas ao público feminino que pode estar relacionado a uma maior presença de mulheres entre os autores, embora no início dos anos 2000, elas ainda representavam apenas cerca de 15%. Mais a partir da década de 1970, nas histórias em quadrinhos franco-belgas, os personagens femininos são mais frequentemente heroínas, como Natacha ou Yoko Tsuno. Esta é uma verdadeira revolução, enquanto no mundo anglo-saxão, e especialmente na Inglaterra, as mulheres já eram as personagens principais. Nos Estados Unidos, Connie, a partir de 1927, é uma tira de quadrinhos estrelada por uma mulher. Na Inglaterra, a partir da década de 1950, várias jovens mulheres são heroínas de séries desenhadas. No entanto, a imagem da mulher continua na maioria dos casos, sendo marcada pela misoginia.

## Representação em quadrinhos europeus
O corpo da mulher é, na primeira parte do século XX, ausente. A censura proibia qualquer representação realista, assumida, ou erótica do corpo feminino. Tudo o que poderia evocar a sexualidade é proibido e isso é refletido, entre outros, por uma rejeição das personagens femininas no geral. A evolução da sociedade na década de 1960 e a revolução sexual leva ao aparecimento da nudez feminina, como nos quadrinhos Barbarella de Jean-Claude Forest. No entanto, isto não significa que a misoginia desaparece das histórias em quadrinhos. Se o corpo da mulher foi negado anteriormente, depois é apresentando de uma forma caricata e voltado para o público masculino, que é sempre, de acordo com Benoît Peeters, o mesmo corpo esguio e a mesma face etérea.

## Representação nos mangás

Boneca Kawaii.

A imagem da mulher no mangá varia de acordo com os períodos e corresponde à evolução do papel da mulher na sociedade japonesa. Quando o papel atribuído à mulher é ser dona de casa, as personagens femininas são fracas, geralmente a espera de um herói para salva-las. A libertação das mulheres é acompanhado por uma transformação nas representações. As mulheres são mais ativas, mostram mais personalidade e não são frequentemente submissas.
Uma forma particular de feminilidade, uma adolescente guerreira ou magical girl, aparece em vários mangás, mas também em animes, e videogames. Estas jovens surgiram para cumprir as fantasias pedófilas dos leitores masculinos. Na verdade, muitos mangás destinados a homens ou adolescentes tem jovens mulheres apenas como um objeto de desejo. Isto requer um desenvolvimento prévio das características sexuais das mulheres e representação das mulheres abrangidas. Dependendo da idade e o sexo que o mangá é voltado, o aspecto dominante pode ser kawaii ou materiais pornográficos entre esses dois extremos, que evoca uma sexualidade mais ou menos crua.

## A representatividade feminina nos quadrinhos de super-heróis

### DC Comics
Apesar das discussões sobre igualdade de gênero nos quadrinhos, ainda estamos longe do que seria considerado o ideal em termos de representatividade feminina dentro das editoras americanas, editoras como DC Comics  tem abraçado a causa em diferentes mídias nos últimos anos, a Editora vem sendo pioneira quando o assunto é a representatividade feminina.

Mulher-Maravilha, super heroína da Dc Comics que teve sua primeira aparição nos quadrinhos em 1987.

Em 2016 a Mulher-Maravilha, maior heroína da editora completou 76 anos, em comemoração a essa data a personagem foi homenageada com o papel de Embaixadora Honorária para o Empoderamento de Mulheres e Meninas. A cerimônia foi realizada na ONU, com a participação das atrizes Gal Gadot e Lynda Carter, ambas conhecidas por darem vida a personagem em diferentes momentos. Apesar da homenagem a personagem ter agradado muita gente, a ação foi envolvida em série de polêmicas e discussões sobre o que afinal uma heroína que carrega tanto estereótipos representaria, ainda assim foi de uma importância histórica para o universo dos quadrinhos, em especial para a DC Comics e para todas as mulheres que se sentem representadas pela personagem.
Mas esse não foi o único feito representativo da personagem nos últimos tempos. No cinema a Mulher-Maravilha protagonizou o primeiro filme moderno  de uma  super-heroína. Estreando no cinema com o filme  “Batman vs Superman: A origem da Justiça”, um ano depois teve seu filme solo que arrecadou US$ 11 milhões nas pré-estreias dos Estados Unidos, e 223 milhões foi o lucro mundial do longa, tornando-se a maior estreia de um filme dirigido por uma mulher.
Outra personagem da DC que ganha destaques em termos de representatividade é a Batgirl. Essa heroína já teve muitos nomes ao longo das histórias; Cassandra Cain, Helena Bertinelli, Bette Kane e Barbara Gordon. Ela foi criada por Bob Kane nos anos 60, inicialmente para ser um sidekicks uma espécie de companheira para o Batman. Mas hoje a personagem é apontada como uma das principais representações femininas e é um destaque no movimento feminista, por trazer em suas histórias uma caçada a psicopatas que envolve mulheres em pornografia. Personagens como  Supergirl, Batwoman, Ravena, Canário Negro, são outros exemplos de empoderamento feminino nos quadrinhos da editora Dc Comics.

### Marvel Comics
Nas histórias da Marvel, uma personagem que acompanha a evolução da mulher-Maravilha é a Carol Danvers: a Capitã Marvel, com uma estreia cinematográfica no dia 8 de março de 2019, arrecadando mais de US$ 1.000.000 no mundo todo, se tornando uma dos filmes mais lucrativos da história, filme que é estrelado pela atriz Brie Larson, a heroína tornou-se a principal personagem feminina da editora, assumindo o protagonismo recente da saga de filmes “Guerra Civil”. O que chama a atenção nas histórias da personagem, é como ela é apresentada logo de cara como uma mulher forte, independente e bem resolvida mesmo antes de ganhar super poderes e assumir o manto de super-heroína. A personagem era membro da Força Aérea dos Estados Unidos, Carol ganha suas “habilidades” ao ser exposta à tecnologia da raça alienígena Kree.
Outra personagem considerada uma das mudanças mais radicais que a Marvel fez em seus quadrinhos nos últimos tempos, foi transformar o filho de Odin em uma mulher. A personagem não é uma versão feminina do Thor, nem uma sidekicks, ou uma namorada criada para o personagem. Ela é a própria Thor.  "Feministas estão arruinando tudo", esbraveja o vilão Absorbing Man (Homem-Absorvente na tradução oficial) enquanto é derrotado pela personagem. A questão é que desde que a divindade nórdica passou a ser representada por uma mulher (desde 2014) a revista passou a vender mais exemplares que sua contraparte masculina. O que poderia ser apenas uma mudança no sexo do personagem principal se tornou rapidamente um símbolo de empoderamento feminino. Ela é abertamente feminista, trazendo em suas histórias abordagens do movimento, e diversas críticas sociais. Uma curiosidade é que ela é a humana Jane Foster, antes apenas um interesse amoroso do Filho de Odin. Um dos símbolos mais fortes de representatividade nos quadrinhos. Outras personagens da Marvel que pode-se destacar aqui, são: Feiticeira Escarlate, Lady Loki, Mulher-Hulk, Jean Grey, Tempestade e Viúva Negra.

## Representação nos quadrinhos estadunidenses

### Representação física

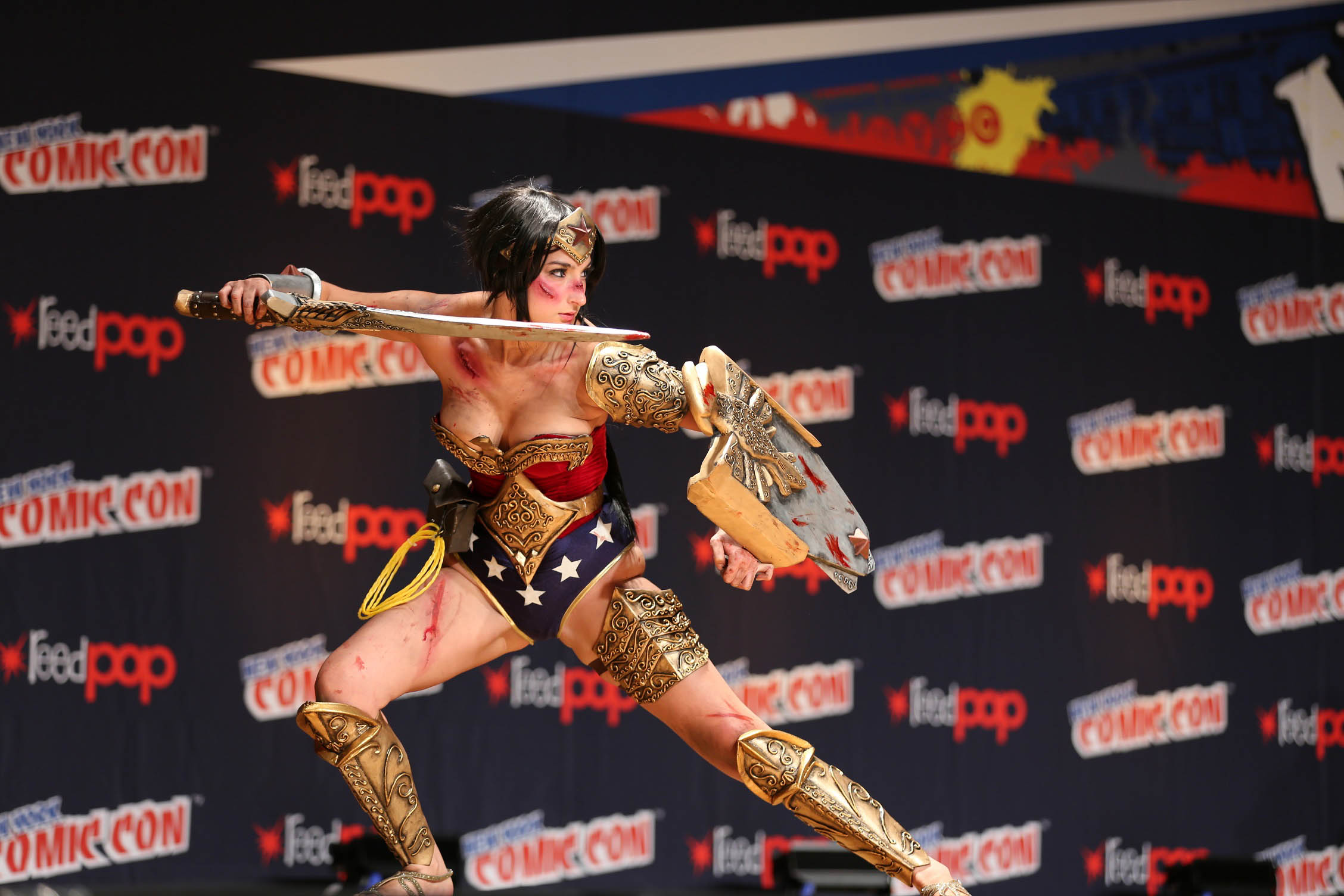
Cosplay da Mulher Maravilha na New York Comic Con 2014.

Os quadrinhos americanos no início do século XX, só existia em tiras de jornais. Os personagens principais eram, muitas vezes crianças, e adultos quando apareciam, eram desenhados em uma forma humorística. Homens e mulheres são tratados da mesma forma, mas isso vai mudar em 1909, em uma série desenhada por George McManus, The Newlyweds, em que o homem continua a ter traços de caricatura e comédia, a mulher é representada de forma mais realista e bonita. Esta oposição entre o personagem masculino e o feminino vai ser encontrada novamente em 1913, na série de sucesso do autor Bringing Up Father. Os homens são grotescos enquanto as mulheres são mais atraentes; a única exceção sendo a mãe de uma família que tem um corpo sedutor, mas um cômico rosto. Esta dicotomia é freqüentemente encontrada em outras séries, como Blondie de Chic Young em 1930, ou Alley Oop por V. T. Hamlin em 1933, mas não é no entanto, onipresente, porque autores como Elzie Segar, o criador do Popeye, representa as mulheres como grotescas igual os homens. Por outro lado, autores como Nell Brinkley, Ethel Hays, Tarpe Mills ou Dale Messick representavam mulheres e homens que eram igualmente atraentes. Os homens não eram mais caricatos do que as mulheres.
A partir do final do século XX, nas grandes publicações de quadrinhos, a uma transformação na representação das personagens. Super-heróis são representados excessivamente musculoso, de modo que sua cabeça se torna menor. As mulheres, no entanto, possuem pernas longas, seios imponentes, sempre redondos e, às vezes, maior do que sua cabeça e curvas muito finas. Para destacar isto, os desenhistas as vestem com menos roupa possível. Os rostos dos homens como das mulheres são caracterizados por pequeno nariz e olhos muito grandes, o que pode ser desenhado sem pupilos. Tais corpos impossíveis existem apenas para satisfazer os desejos dos leitores adolescentes. Na direção oposta, os quadrinhos independentes, mostra os corpos de homens e mulheres da mesma forma, seja em estilo realista ou caricato.
Nos quadrinhos de animais, a diferença entre os dois sexos se dá na forma de características secundárias, como o comprimento dos cílios. Isso é verdadeiro tanto no início do século XX, em personagens como a Minnie Mouse como no final deste século com os gatos que se encontram na tira de quadrinhos de Garfield.

### Representação psicológica
Na década de 1920, um tipo de personagem que aparece bastante e aparenta ser baseado na figura de Cinderela: uma jovem mulher tem de lutar para sobreviver em um ambiente hostil. Winnie Winkle por Martin Branner , publicado na Chicago Tribune, a partir de 1920 abriu o caminho para este tipo de heroína, que em breve será acompanhada por Tillie a Trabalhadora por Russ Westover , em 1921, Botas e Seus Amigos por Edgar Martin a partir de 1924, de 1969, e, especialmente, a Pequena Órfã Annie por Harold Gray, que também começa a aparecer em 1924. Assim, as mulheres nos quadrinhos não são sempre confinado a um papel secundário, quer ser a eterna noiva, ou a femme fatale; elas podem, também, serem independentes e engenhosas. Este tipo de personagem não está limitada a década de 1920; na década de 1950, aparece The Heart of Juliet Jones, Stan Drake (desenho) e Elliot Caplin (roteiro), e cuja heroína é uma jovem que consegue impor-se no mundo dominado pelos homens.

## Diferenças em relação a idade
A representação das mulheres não é uniforme e existem variações relacionadas à idade. Como resultado, as publicações para crianças são mais freqüentemente com meninas agradáveis, longe de estereótipos negativos ligados às mulheres. Mulheres mais velhas também são mais bem tratadas do que o comum, como Mamette ou mulheres de grande personalidade como Carmen Cru. Em ambos os casos, estas heroínas não são susceptíveis de serem sujeitos de sedução, já que seus corpos não são erotizadas e elas fogem do discurso misógino.

## Tipologia dos papéis clássicos
A mulher clássica é restrita a algumas funções, que podem ser resumidas em duas categorias. O primeiro é o da mulher "comum", como a dona de casa ou secretária. O segundo é o da "garota dos sonhos", a eterna noiva, ou femme fatale.

## Criações femininas

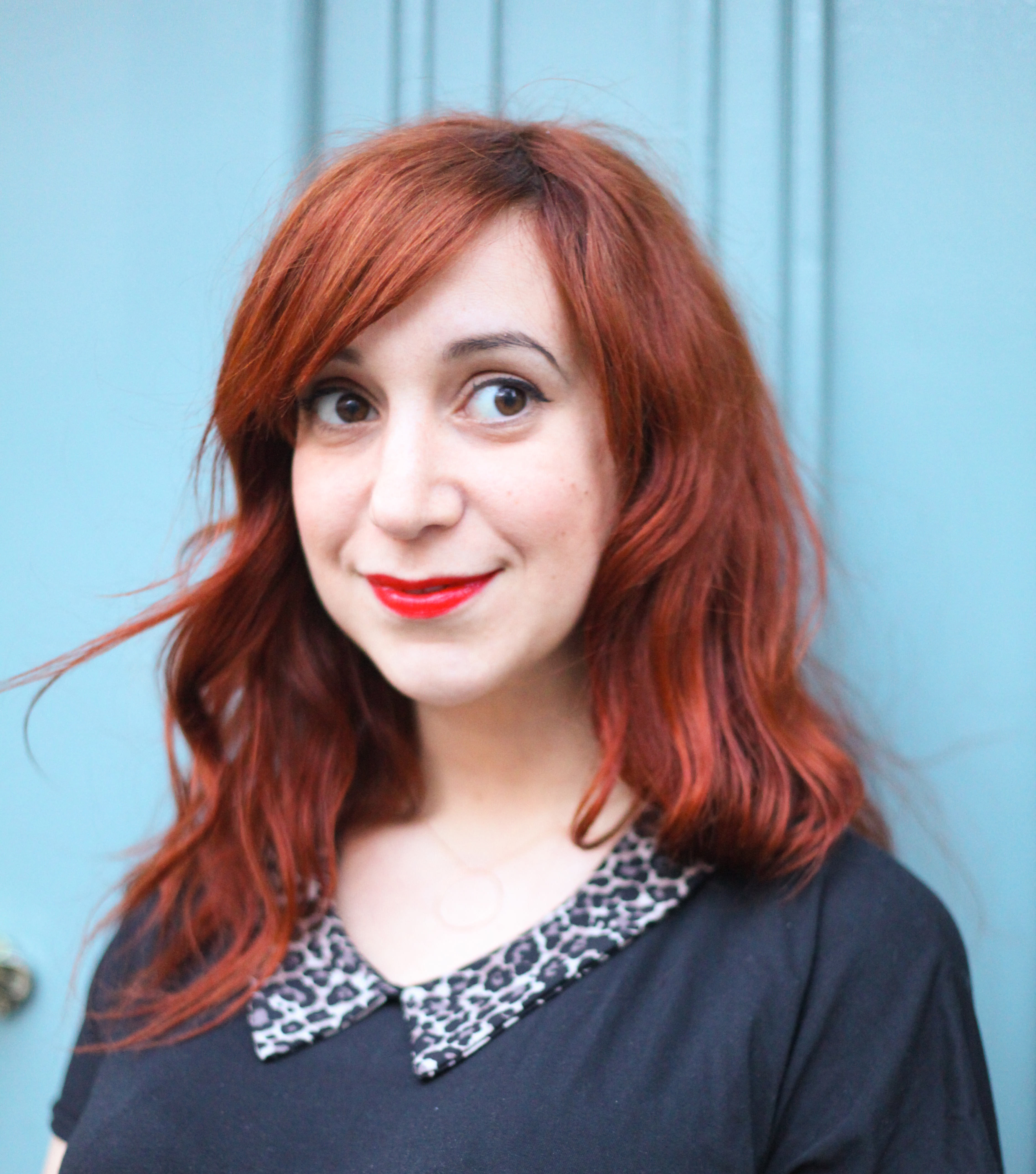
Pénélope Bagieu.

Pouco a pouco, as mulheres começaram a criar histórias em quadrinhos, arte ainda predominantemente masculino. Em 1985, foi apenas um ilustrador de mulheres de vinte e cinco designers, para os homens, a proporção saltou de trinta anos mais tarde, em cerca de 12% dos autores, mesmo se a paridade está longe de ser alcançada.
No entanto, a criação de histórias em quadrinhos por mulheres não significa que todas as obras que elas produzem está em oposição aos modelos sexista. Uma parte importante da criação da mulher é mais próximo da literatura girly. Isto significa que as heroínas são mantidas em suas representações clássicas; elas estão mais interessados em agradar aos homens, roupas e dicas de beleza e adolescentes como Les Nombrils de Delaf e Maryse Dubuc ou adultos como Josephine de Pénélope Bagieu. De acordo com a autora Virginie Augustin, vice-presidente da associação de autores de quadrinhos, as mulheres que criam tais obras, o fazem para descrever sua vida diária, e, devido a isso, elas ridicularizam ou exageram clichês dos autores masculino. Estas não são as femmes fatales ou mães deixadas na sombra, mas as mulheres que trabalham jovens e são viciadas em shopping.
A mídia está interessada em criações femininas: Julie Maroh ganhou destaque com Le bleu est une couleur chaude, que inspirou o filme de Abdellatif Kechiche, La vie d'Adèle.